# Pícara Sonhadora
Pícara Sonhadora est une telenovela brésilienne diffusé en 2001 sur SBT.

## Acteurs et personnages
| Acteur / Actrice          | Personnage                       |
| ------------------------- | -------------------------------- |
| Bianca Rinaldi            | Ludmila "Milla" Lopes Rockfield  |
| Petrônio Gontijo          | Alfredo Rockfield / Carlos Diniz |
| Maria Estela              | Marcelina Rockfield              |
| Rodolfo de Freitas        | Frederico Rockfield              |
| Karina Bacchi             | Mônica Rockfield                 |
| Martha Mellinger          | Grace Rockfield                  |
| Serafim Gonzalez          | Camilo Lopes                     |
| Marcela Muniz             | Rosa Fernandes Garcia            |
| Victor Wagner             | José Valdomiro Soares            |
| Giovanni Delgado          | Julinho                          |
| Milton Levy               | Detetive Telles                  |
| Paulo Vasconcellos        | Detetive 001                     |
| Mauro Gorini              | Detetive 002                     |
| Vanessa Vholker           | Giovanna Luchini                 |
| Vicentini Gomez           | Domingos                         |
| Chica Lopes               | Luzia                            |
| Gigi Monteiro             | Erica                            |
| Mariana Dubois            | Carla                            |
| Anastácia Custódio        | Olívia                           |
| Naura Schneider           | Dora                             |
| Vitor Mihailoff           | Biro                             |
| Lulu Pavarin              | ?                                |
| Tony Borges               | Carlos Diniz                     |
| Danielle Tinti            | Cidinha                          |
| Gabrielle Lopez           | Ângela                           |
| Giselle Itié              | Bárbara                          |
| Bárbara Koboldt           | Andréia                          |
| Marcus Vinícius Parizatto | Sebastião                        |
| Lena Roque                | Tonha                            |
| Danielle Petrus           | Gina                             |
| Luciana Vaz               | Miriam                           |
| Danielle Calmon           | Melissa                          |
| Ana Paula de Nitto        | Flora                            |
| Paulo Greca               | Fausto                           |
| Ítala Morahddei           | Aparecida                        |
| Kendi                     | ?                                |
| Elder Fraga               | ?                                |
| Mariana Molina            | Creuza Maria                     |
| Felipe Martins            | Antônio Celso                    |
| Urias Garcia              | ?                                |
| Norma Blum                | Leonor Luchini                   |
| Luciene Adami             | Lúcia                            |
| Luís Carlos de Moraes     | Molina                           |
| Carlo Briani              | Gregório Rockfield               |
| Josmar Martins            | Salvatore Luchini                |
| Rubens Caribé             | Oswaldo                          |
| Carmo Dalla Vecchia       | Inácio                           |
| Milhem Cortaz             | Cláudio                          |

## Autres versions
- La pícara soñadora (Televisa, 1991)

### Sources
- (pt) Cet article est partiellement ou en totalité issu de l’article de Wikipédia en portugais intitulé « Pícara Sonhadora » (voir la liste des auteurs).